# Odynerus dictatorius
Odynerus dictatorius är en stekelart som beskrevs av Giordani Soika. Odynerus dictatorius ingår i släktet lergetingar, och familjen Eumenidae. Inga underarter finns listade i Catalogue of Life.